# Mise en délibéré
La mise en délibéré (ou prise en délibéré au Québec) est, en droit, le moment entre lequel un juge arrête les débats et va rendre son jugement. La mise en délibéré est un acte de procédure indépendant des parties.
En pratique, le délibéré n'est pas public.
La mise en délibéré peut se retrouver dans toutes les matières du droit (matière civile, pénale, administrative…).

## Application suivant les pays

### France
- Délibéré en droit français

### Québec (Canada)
En procédure civile québécoise, les principales règles relatives à la prise en délibéré sont aux articles 323 à 325 du Code de procédure civile,.
L'art. 323 CPC oblige le juge qui constate qu'une règle de droit n'a pas été discutée au cours de l'instruction et que cette règle va servir à trancher le litige à « donner aux parties l’occasion de soumettre leurs prétentions selon la procédure qu’il estime la plus appropriée ».
L'art. 324 CPC énonce les délais pour rendre jugement en première instance à compter de la prise en délibéré. La règle générale est que dans une affaire contentieuse, le juge a 6 mois pour rendre jugement à compter de la prise en délibéré.
L'art. 325 CPC dispose que le greffier doit communiquer au juge en chef pour lui faire savoir quelles affaires sont à un mois de la date d'échéance de 6 mois (ou un autre délai s'il ne s'agit pas d'une affaire contentieuse).